# مؤشر بولينجر باند

مثال يوضح الانحراف معياري لبولينجر باندز

مؤشر بولينجر باند (بالإنجليزية: Bollinger Bands)‏ هو مؤشر يقيس قوة تسارع حركة الأسعار أو قياس درجة عدم ثبات السوق في فترة من الزمن، وقد قام جون بولينجر باختراع هذا المؤشر في عام 1980 وهدف هو التوصل إلى أنه يوجد هناك مستويات دعم ومقاومة متحركة وليست ثابتة تساعد على معرفة مناطق الارتداد في حركة السوق وبهذا توضح لنا هذه الطريقة درجات تقلب الأسعار في السوق ما إذا كانت السوق هادئة أو هناك تقلبات حادة في حركتها.